# Thomas Zereske
Thomas Zereske (* 22. Mai 1966 in Neubrandenburg; † 28. Juni 2004 ebenda) war ein deutscher Kanute und Trainer.

## Karriere
Zereske war Diplom-Sportlehrer von Beruf und gehörte dem Verein SC Neubrandenburg an. Er war zwischen 1988 und 2000 vierfacher Olympiateilnehmer, wobei er 1992 als Ersatzfahrer nicht starten konnte, nachdem er im Stechen um einen Start im Einer-Canadier Olaf Heukrodt unterlag. In dieser Zeit gewann er außerdem bei neun Weltmeisterschaften zehn Medaillen, darunter 1997 und 1998 zwei Weltmeistertitel. Im Zweier-Canadier war er ab 1997 sehr erfolgreich mit Christian Gille, der bei den Olympischen Spielen in Athen 2004 in dieser Disziplin Olympiasieger wurde.
Nach dem Ende seiner Rennsportlaufbahn 2000 engagierte er sich als Trainer und Aktiver im Drachenbootsport. Von ihm als deutscher Auswahltrainer betreute Mannschaften errangen bei den Weltmeisterschaften 2002 drei und 2003 zwei Medaillen, darunter einen Weltmeistertitel 2002.
Thomas Zereske verstarb am 28. Juni 2004 im Alter von 38 Jahren an einer aggressiven Leukämie, die erst fünf Tage vorher bei ihm diagnostiziert worden war.

## Sportliche Erfolge (Auswahl)

### Olympische Spiele
- 1988 – 5. Platz C2 500 m (mit Alexander Schuck – SC DHfK Leipzig)
- 1996 – 5. Platz C1 500 m
- 2000 – 5. Platz C2 500 m (mit Christian Gille – SC DHfK Leipzig)

### Kanu-Weltmeisterschaften
- 1990 – Silber C1 500 m, Bronze C1 1000 m
- 1991 – Bronze C4 500 m
- 1995 – Silber C1 200 m, Silber C2 200 m
- 1997 – Weltmeister C2 200 m, Bronze C2 500 m
- 1998 – Weltmeister C2 200 m, Bronze C2 500 m
- 1999 – Bronze C2 200 m

### Drachenboot-Weltmeisterschaften (als Trainer)
- 2002 – Weltmeister Frauen 500 m, Silber Männer 500 m, Bronze Männer 250 m
- 2003 – Silber Frauen 500 m, Silber Männer 500 m